# Augerův jev

Princip Augerova efektu

Augerův jev (Augerův efekt) je ve fyzice označení jevu, při kterém dochází k vyražení elektronu z atomu, které je způsobené přechodem jiného elektronu ve vnitřních vrstvách elektronového obalu.
Augerův jev je pojmenován po jednom ze svých objevitelů – Pierru Augerovi.

## Popis jevu
Pokud je elektron z vnitřních vrstev elektronového obalu atomu vyražen – např. volným fotonem – a v této vrstvě se tak vyskytne nezaplněná slupka (energetická hladina), pak se elektron z vnějších vrstev elektronového obalu přesune do této nezaplněné vnitřní slupky. Takto uvolněná energie může být vyzářena ve formě fotonu, ale v některých případech je předána jako kinetická energie některému elektronu ve vnější slupce, který tím získá dostatek energie k tomu, aby atom opustil. V takovém případě dojde uvolnění tohoto elektronu z atomu; excitační energie atomu je tak odnesena vyraženým elektronem.
Vyražené elektrony se označují jako Augerovy elektrony.
Pravděpodobnost, zda bude uvolněná energie vyzářena fotony jako rentgenové záření nebo Augerovými elektrony, závisí na atomovém čísle prvku, v němž se tento děj odehrává. Obecně platí, že Augerovy elektrony se ve výrazné míře projevují u lehčích prvků.

## Historie
Tento jev objevila v roce 1923 rakouská fyzička Lise Meitner. Znovuobjevil jej v roce 1925 Pierre Auger, po kterém byl také pojmenován.

## Využití
Augerův jev je základem Augerovy elektronové spektroskopie (AES). Ta se používá především pro analýzu povrchových vrstev. Jde o velmi citlivou metodu pro kvantitativní i kvalitativní analýzu lehkých prvků jako je uhlík nebo dusík, případně i bor, i když takto lze detekovat všechny prvky těžší než helium.